# Париска школа
Париска школа (француски École de Paris) је назив за све уметнике који су пред Први светски рат и у периоду између два рата радили у Паризу па су отуда значајно допринели развоју модерне уметности. У Париску школу сврставају се уметници различитих праваца: фовисти, кубисти, надреалисти и уметници енформела. Од 1950-их центар модерне уметности из Париза се преселио у Њујорк.